# Прапор Абрикосівки
Прапор Абрикосівки — офіційний символ села Абрикосівка (Феодосійського району АРК), затверджений рішенням № 26 Абрикосівської сільської ради від 10 листопада 2008 року.

## Опис прапора
Прямокутне полотнище зі співвідношенням ширини до довжини 2:3, що складається з горизонтальних смуг — верхньої синьої та нижньої зеленої, розділених нитяними хвилястими смужками — білої, синьої та білої. На синьому полі три білі фонтани (один над двома).